# 舊制中學校
舊制中學校（日语：／ kyūsei chūgakkō */?），指日本戰敗（1945年）前，日本設於內地及臺灣、朝鮮、滿洲、南洋、太平洋之群島等殖民地對於男子所設中等學校，大多是給殖民地及日本本島的日本男子就近升學，當然也有少數的當地人。以前的中學校，現在大多數以發展成高級中學及日本的高等學校。

## 起源
根據日本明治天皇時代到昭和天皇時代所施行的「學校教育法」規定，有基於設定中學校及高等女學校的必要，在日本，於1871年開始就有正式的尋常中學校，日本第一間正規的舊制中學校於1871年12月7日成立，即京都府中學校（今京都府立洛北高等學校），1886年政府制定《學校令》,其中包括《小學校令》、《中學校令》、《帝國大學令》、《師範學校令》。《中學校令》的要點是，規定中學校分為「尋常中學校」（后改稱為中學校,相當於現在的國中二年級到高中三年級的學歷）和「高級中學校」（後來升格為高等學校，相當於大學預科），尋常中學校的學年採五年制，高等中學校採三年制，日本的高等學校廣設後，在日本的高等中學校正式廢除，在台灣，根據1922年的《台灣教育令》明文規定，將「國語學校附屬高等科」改為「中學校」（例如日治時期的建國中學），將四年制的「高等普通學校」也改為中學校（例如日治時期的台中一中），又因台北高校的創立，1922年後的高等中學校也廢除了，在朝鮮半島，1910年由朝鮮總督府所頒布的「朝鮮教育令」，大致也與台灣相似。
當然，當年的中學校及高等女學校的入學資格不僅需要尋常小學校修業完畢，也要通過各中學校的入學考試才能進入，在台灣，台灣人讀的公學校需要6年才有資格對中學校提出申請入學資格，日本人讀的小學校只需五年就可向中學校提出申請入學資格，中學校及高等女學校大多都是日本人，雖然中等學校及職業學校是採台日共學，注重技術，但日本人入取升學率還是比台灣人多非常多，所以當時的台灣人都選擇公學校附設的高等科或者赴往日本求學，中學校二年級學生等同於可報考師範專門學校。
1941年，由於戰爭的關係，將各中學校的修業年限降至四年制（例如:日治時期的宜蘭中學、彰化中學）。
| 就讀年齢 → | 就讀年齢 → | 12歲        | 13歳        | 14歳        | 15歳        | 16歳        |
| ---------- | ---------- | ----------- | ----------- | ----------- | ----------- | ----------- |
| 舊制       | 國民學校   | 高等科1年級 | 高等科2年級 | 特修科      |             |             |
| 舊制       | 中學校     | 1年級       | 2年級       | 3年級       | 4年級       | 5年級       |
| 舊制       | 高等女學校 | 1年級       | 2年級       | 3年級       | 4年級       | 5年級       |
| 舊制       | 實業學校   | 1年級       | 2年級       | 3年級       | 4年級       | 5年級       |
| 舊制       | 青年學校   | 普通科1年級 | 普通科2年級 | 本科1年級   | 本科2年級   | 本科3年級   |
| 舊制       | 高等學校   | 尋常科1年級 | 尋常科2年級 | 尋常科3年級 | 尋常科4年級 | 高等科1年級 |
| 舊制       | 師範學校   |             |             | 預科1年級   | 預科2年級   | 預科3年級   |
| 舊制       | 大學       |             |             |             |             | 預科1年級   |
| 日本新制   | 中學校     | 1年級       | 2年級       | 3年級       |             |             |
| 日本新制   | 高等學校   |             |             |             | 1年級       | 2年級       |
| 台灣戰後   | 初級中學   | 1年級       | 2年級       | 3年級       |             |             |
| 台灣戰後   | 高級中學   |             |             |             | 1年級       | 2年級       |

## 發展
1945年，由於日本戰敗，在各地所設置（除了日本本島以外）的「教育令」完全失效，台灣自戰後，各地的中學校被改名為中學，高等女學校被改名為女中，1951年，台北高校受到日本風影響，升格成為今天的國立台灣師範大學，1968年，由於台灣施行九年義務教育的關係，各中學及女中的初中部完全廢除，是男子高中的都通稱為「高級中學」、是女子高中的都通稱為「女子高級中學」，不僅如此，日本時期部分的淑德女學校、實踐女學校、園藝學校，在戰後有大多數改為高級中學制或高級職業學校制，台灣現今的高級中學皆採取三年制，必須由今日的國民中學畢業生（日本時代稱高等小學校）通過基測，向學校提出申請入學及登記分發才可入學，在日本，1948年學制改制後的舊制中學校及高等女學校皆升格成新制高等學校，公立則男女兼收，不計前身是女高或中學校，1950年，舊制高等學校皆升格為大學。

## 一般舊制中學校改制高中的類似特性
- 舊制中學校成立於台灣日治時期，是以招收男生為主，鑒於日本人對於台灣人實行皇民化政策，要求台灣人奉行軍國主義，所以由舊制中學校改制的高級中學大多含殘留著軍事化教育的特性，戰後，大多台灣人為了將戰後成立的學校和這些學校區分開來，戰前成立的學校大多被稱之為「傳統高中」、「傳統校」

- 由於舊制中學校在日本時代就招收男生為主，日本人在中學校中較強化數理科，至今由舊制中學校改制的傳統高中大多以理科見長，學生選擇理科的比例均高於該縣市平均

## 序號校
所謂序號校（ナンバースクール），指的就是前身或者現在以序號一、二、三等命名的學校，最早出現在日本的各縣市舊制中學校，由於成立中學校及高等女學校數量太多，常以序號命名，諸如東京都高校的日比谷高等學校、兩國高等學校、西高等學校等的前身依序為東京府立第一中學校、第二中學校及第四中學校，在台灣的大都市諸如台北市、台中市以及台南市也有類似情況
- 台北市：

1. 台北市立建國高級中學（接收台北一中、三中、四中之台籍學生）
2. 國立臺灣師範大學附屬高級中學（接收台北一中、三中之日籍學生）
3. 台北市立成功高級中學（前身為台北州立第二中學校）

- 台中市：

1. 台中市立台中第一高級中等學校
2. 台中市立台中第二高級中等學校

- 台南市：

1. 國立台南第一高級中學（前身為台南州立第二中學校）
2. 國立台南第二高級中學（前身為台南州立第一中學校）

## 日本時期台灣原有的中學校
| 所在地   | 校名                   | 創校年 | 現為                         |
| -------- | ---------------------- | ------ | ---------------------------- |
| 臺北州   | 臺北州立臺北第一中學校 | 1898   | 臺北市立建國高級中學         |
| 臺北州   | 臺北州立臺北第一中學校 | 1898   | 國立臺灣師範大學附屬高級中學 |
| 臺北州   | 臺北州立臺北第二中學校 | 1922   | 臺北市立成功高級中學         |
| 臺北州   | 臺北州立臺北第三中學校 | 1937   | 臺北市立建國高級中學         |
| 臺北州   | 臺北州立臺北第三中學校 | 1937   | 國立臺灣師範大學附屬高級中學 |
| 臺北州   | 臺北州立臺北第四中學校 | 1941   | 臺北市立建國高級中學         |
| 臺北州   | 臺北州立宜蘭中學校     | 1941   | 國立宜蘭高級中學             |
| 臺北州   | 臺北州立基隆中學校     | 1927   | 國立基隆高級中學             |
| 臺北州   | 私立臺北中學校         | 1916   | 臺北市私立泰北高級中學       |
| 臺北州   | 私立淡水中學校         | 1914   | 新北市私立淡江高級中學       |
| 新竹州   | 新竹州立新竹中學校     | 1922   | 國立新竹高級中學             |
| 新竹州   | 私立苗栗中學園         | 1922   | 苗栗縣私立建臺高級中學       |
| 臺中州   | 臺中州立臺中第一中學校 | 1915   | 臺中市立臺中第一高級中等學校 |
| 臺中州   | 臺中州立臺中第二中學校 | 1922   | 臺中市立臺中第二高級中等學校 |
| 臺中州   | 臺中州立彰化中學校     | 1942   | 國立彰化高級中學             |
| 臺南州   | 臺南州立臺南第一中學校 | 1914   | 國立台南第二高級中學         |
| 臺南州   | 臺南州立臺南第二中學校 | 1922   | 國立台南第一高級中學         |
| 臺南州   | 臺南州立嘉義中學校     | 1924   | 國立嘉義高級中學             |
| 臺南州   | 私立長榮中學校         | 1885   | 台南市私立長榮高級中學       |
| 高雄州   | 高雄州立高雄第一中學校 | 1922   | 高雄市立高雄高級中學         |
| 高雄州   | 高雄州立高雄第二中學校 | 1944   | 高雄市立高雄高級中學         |
| 高雄州   | 高雄州立屏東中學校     | 1938   | 國立屏東高級中學             |
| 花蓮港廳 | 花蓮港廳立花蓮港中學校 | 1936   | 國立花蓮高級中學             |
| 臺東廳   | 臺東廳立臺東中學校     | 1941   | 國立臺東高級中學             |

1. ↑  此欄採用二戰結束前最後使用的名稱。
2. 1 2 3  臺籍學生集中至臺灣省立臺北第一中學 (1945) 。
3. 1 2  日籍學生集中至臺灣省立台北第三中學 (1945) 。
4. ↑  1946年與省立臺中第二女子中學（原州立臺中第二高等女學校）合併，並使用二女中校地。
5. 1 2  1947年9月，省立高雄第一中學（原州立高雄第一中學校）與省立高雄第二中學（原州立高雄第二中學校）合併為省立高雄中學。